# Дробиленко, Андрей Иванович
Андрей Иванович Дробиленко (укр. Андрій Іванович Дробіленко; 13 июля 1969, Кривой Рог — 27 октября 2022, Новосёловское) — украинский военнослужащий, старший лейтенант, участник российско-украинской войны. Герой Украины (29 сентября 2023, посмертно).

## Биография
Родился 13 июля 1969 года в Кривом Роге Днепропетровской области Украины.
После окончания средней школы № 62 (ныне гимназия № 62) поступил в Криворожский горнорудный институт.
С 1992 года начал трудовую деятельность на Ленинском рудоремонтном заводе, затем работал на различных предприятиях. В 2017 году был назначен начальником производственного цеха в ООО «ДЕТ-ЮА».
19 августа 2022 года, в ходе полномасштабного вторжения России в Украину, был мобилизован в ряды Вооружённых сил Украины. Служил командиром взвода стрелкового батальона 92-й отдельной штурмовой бригады имени кошевого атамана Ивана Сирко.
27 октября 2022 года погиб в бою в районе села Новосёловское Сватовского района Луганской области, где руководил группой под огнём тяжёлой техники и артиллерии противника.
Прощание состоялось 4 ноября 2022 года на Краматоровском кладбище в Кривом Роге.

## Награды
- Звание «Герой Украины» с удостоением ордена «Золотая Звезда» (29 сентября 2023, посмертно) — за личное мужество и героизм, проявленные в защите государственного суверенитета и территориальной целостности Украины, верность военной присяге.